# ابنة برغر (رواية)
ابنة برغر رواية للكاتبة الجنوب أفريقية والحاصلة على جائزة نوبل في الأدب نادين غورديمير، نشرت عام 1979، لأول مرة عن دار نشر جوناثان كيب في المملكة المتحدة وفاينكنغ بريس في الولايات المتحدة. كانت نادين غورديمر نفسها منخرطة في السياسة النضالية في جنوب أفريقيا، وكانت تعرف العديد من النشطاء، من بينهم برام فيشر، محامي الدفاع في محاكمة الخيانة الشهيرة التي واجهها نيلسون مانديلا. استوحت غورديمر شخصية عائلة بورغر في الرواية بشكل غير مباشر من عائلة فيشر، ووصفت ابنة بورغر بأنها "تحية مشفّرة" موجهة إلى فيشر. وبينما كانت الرواية محظورة في جنوب أفريقيا، تم تهريب نسخة منها إلى زنزانة مانديلا في جزيرة روبن، وقد قال مانديلا لاحقًا إنه وجدها جديرة بالتقدير.
وقد لقيت الرواية استحسانًا عامًا من النقاد. كتب أحد المراجعين في نيويورك تايمز أن ابنة بورغر هي "أكثر روايات غورديمر انخراطًا في السياسة وأكثرها تأثيرًا". أما نيويورك ريفيو أوف بوكس، فقد وصفت أسلوب الكتابة في الرواية بأنه "أنيق"، "متأنٍّ"، وينتمي إلى "طبقة مثقفة رفيعة". ومع ذلك، أبدى ناقد في ذا هدسون ريفيو رأيًا متباينًا، إذ قال إن الرواية "تكاد لا تمنح القارئ أي متعة أثناء قراءتها، ومع ذلك يشعر المرء بالرضا لأنه قرأها".  فازت ابنة بورغر بجائزة الوكالة الأدبية المركزية (CNA Literary Award) في عام 1980.

## الملخص
تبدأ الرواية في جوهانسبرغ، جنوب أفريقيا عام 1974، في ظل نظام الفصل العنصري. روزا بورغر، البالغة من العمر 26 عامًا، هي ابنة الناشط الأبيض المناهض للفصل العنصري ليونيل بورغر، وهو أفريكانر قضى ثلاث سنوات من حكم بالسجن مدى الحياة بتهمة الخيانة، قبل أن يموت في السجن. كانت والدتها، كاثي بورغر، قد توفيت أيضًا في السجن عندما كانت روزا في الرابعة عشرة من عمرها.
نشأت روزا في عائلة منخرطة بفعالية في مقاومة نظام الفصل العنصري، وكان بيتهم مفتوحًا دائمًا لأي شخص يدعم النضال، بغض النظر عن لونه. وقد نشأ معهم صبي أسود في نفس عمر روزا يدعى "باسي" (الزعيم الصغير)، "تبنّته" الأسرة بعد أن توفي والده في السجن، وكبُرا معًا كأخ وأخت. كان والدا روزا عضوين في الحزب الشيوعي الجنوب أفريقي المحظور، وتعرضا للاعتقال عدة مرات خلال طفولتها. في سن التاسعة، أُرسلت روزا إلى عائلة والدها، بينما تم إرسال باسي إلى مكان آخر، وانقطعت العلاقة بينهما.
بعد وفاة والديها وخلُوّ البيت، تبيع روزا المنزل وتنتقل للعيش مع "كونراد"، طالب جامعي كان قد تعرّف عليها أثناء محاكمة والدها. يسألها كونراد عن دورها داخل عائلتها ولماذا كانت دائمًا مطيعة. لاحقًا، تتركه روزا وتنتقل للعيش وحدها في شقة، وتعمل أخصائية علاج طبيعي.
في عام 1975، تحضر حفلة في سويتو، وهناك تسمع طالبًا جامعيًا أسود يرفض أي مساعدة من البيض، مؤكدًا أنهم لا يستطيعون فهم ما يريده السود، وأن السود سيحررون أنفسهم بأنفسهم. رغم أنها مراقبة من قبل السلطات ومصنفة كشيوعية، تحصل روزا على جواز سفر وتسافر إلى نيس في فرنسا، لتقضي بعض الوقت مع "كاتيا"، الزوجة الأولى لوالدها. وهناك تتعرف على "برنار شابالييه"، أكاديمي فرنسي يزور نيس، ويقنعها بالعودة معه إلى باريس، حيث يصبحان عاشقين.
خلال إقامتها في فرنسا، تشارك روزا في عدد من الفعاليات السياسية، وأثناء أحدها تلمح "باسي"، وتحاول التحدث إليه. لكنه يهاجمها قائلاً إنها لا تعرف حتى اسمه الحقيقي، زويلي نزما فوليندليلا، ويخبرها أن والدها لم يكن حالة استثنائية، فكثير من الآباء السود ماتوا في السجون، وأنه لا يحتاج مساعدتها. تتألم روزا من كلماته، ويؤنبها ضميرها، فتتخلى عن فكرة المنفى وتقرر العودة إلى جنوب أفريقيا.
عند عودتها، تستأنف عملها في سويتو كأخصائية علاج طبيعي. وفي يونيو 1976، يبدأ طلاب المدارس السود في الاحتجاج على سوء التعليم وفرض التعليم بلغة الأفريكانز، فتندلع انتفاضة عنيفة تشمل هجمات أدت إلى مقتل بعض العاملين البيض في الرعاية الاجتماعية. تواجه الشرطة الانتفاضة بالقوة المفرطة، مما يؤدي إلى مقتل المئات.
في أكتوبر 1977، تُحظر العديد من المنظمات والأفراد المعارضين لحكومة البيض. وفي نوفمبر من نفس العام، تُعتقل روزا. ويتوقع محاميها، الذي كان أيضًا محامي والدها، أن تُوجّه إليها تهم تتعلق بدعم أهداف الحزب الشيوعي الجنوب أفريقي والمؤتمر الوطني الأفريقي، بالإضافة إلى المساعدة في التحريض على تمرد الطلاب.

## الخلفية
في مقابلة أجريت معها عام 1980، صرّحت نادين غورديمر بأنها كانت مفتونة بدور "اليساريين البيض المتشددين" في جنوب أفريقيا، وأنها كانت تتخيل فكرة رواية ابنة برغر منذ وقت طويل. واستلهمت الرواية من شخصية برام فيشر، ونشرت مقالًا عنه عام 1961 بعنوان: "لماذا اختار برام فيشر أن يذهب إلى السجن؟". كان فيشر محاميًا أفريكانريًا وشيوعيًا، تولّى الدفاع عن نيلسون مانديلا في محاكمتي الخيانة عام 1956 ومحاكمة ريفونيا عام 1965. وبحكم صداقتها مع العديد من عائلات النشطاء، ومنهم عائلة فيشر، كانت غورديمر تعرف أن أبناء هذه العائلات قد خضعوا لـ"تنشئة سياسية" من أجل النضال، وتعلّموا أن "النضال يأتي أولًا" وهم في المرتبة الثانية.
استندت في تشكيل أسرة برغر في الرواية بشكل غير مباشر إلى أسرة فيشر، واستندت شخصية ليونيل برغر إلى فيشر نفسه. وعلى الرغم من أن غورديمر لم تقل صراحة إن الرواية تدور حول فيشر، فإنها وصفتها بأنها "تحية مشفّرة" له. وقبل أن ترسل المخطوطة إلى ناشرها، قدّمتها إلى ابنة فيشر، إيلسه ويلسون (فشر سابقًا)، لتقرأها، موضحة أنها أرادت لها أن تطلع عليها أولًا نظرًا لما قد يربطها الناس بعائلتها. وبعد أن أعادت ويلسون المخطوطة إلى غورديمر، قالت لها: "لقد وصفتِ الحياة التي كانت لنا". وبعد وفاة غورديمر في يوليو 2014، كتبت ويلسون أن غورديمر "كانت تمتلك قدرة استثنائية على وصف المواقف ورسم حياة أناس لم تكن بالضرورة جزءًا منها".
امتدّت تحية غورديمر إلى فيشر لتشمل استخدام مقتطفات من كتاباته وتصريحاته العلنية في الرواية. فخطاب ليونيل برغر أثناء محاكمته بالخيانة مأخوذ من خطاب فيشر في محاكمته عام 1966. وكان فيشر زعيم الحزب الشيوعي الجنوب أفريقي المحظور، وحُكم عليه بالسجن المؤبد بتهمة الترويج للشيوعية والتآمر على قلب نظام الحكم. ولم يكن مسموحًا في جنوب أفريقيا آنذاك الاقتباس من أشخاص مثل فيشر. ولهذا فإن كل الاقتباسات التي تضمّنتها الرواية من مصادر محظورة جاءت من دون إشارة للمصدر، وتشمل أيضًا كتابات جو سلوفو، وهو عضو في الحزب الشيوعي والمؤتمر الوطني الأفريقي المحظور، ومنشورًا وزعه مجلس ممثلي طلاب سويتو خلال انتفاضة سويتو.
شاركت غورديمر بنفسها في السياسة النضالية في جنوب أفريقيا بعد اعتقال صديقتها بيتي دو تويت عام 1960 بتهمة نشاطها النقابي وانتمائها إلى الحزب الشيوعي. وكما تزور روزا برغر في الرواية أحد أفراد أسرتها في السجن، زارت غورديمر صديقتها. وفي عام 1986، أدلت بشهادتها في محاكمة ديلماس بالخيانة دعمًا لـ22 عضوًا من المؤتمر الوطني الأفريقي اتُّهِموا بالخيانة. وكانت غورديمر عضوًا في المؤتمر الوطني الأفريقي عندما كان لا يزال تنظيمًا غير قانوني، وأخفت عددًا من قادته في منزلها لمساعدتهم على الإفلات من الاعتقال.
جاء الإلهام لكتابة ابنة برغر حينما كانت غورديمر تنتظر لزيارة أحد المعتقلين السياسيين في السجن، ولاحظت بين الزائرين تلميذة كانت ابنة ناشط تعرفه. فتساءلت عما قد يدور في ذهن هذه الطفلة، وما الذي يدفعها إلى الوقوف هناك من التزامات أسرية. وتفتتح الرواية بهذا المشهد نفسه: روزا برغر، البالغة من العمر 14 عامًا، تنتظر أمام السجن لزيارة والدتها المعتقلة. وقالت غورديمر إن أطفالًا مثل هؤلاء، الذين كان آباؤهم النشطاء يُعتقلون بشكل متكرر، كانوا يضطرون في أوقات معينة إلى إدارة شؤون المنزل بأكمله بأنفسهم، مما غيّر حياتهم تمامًا. وأضافت أن هؤلاء الأطفال هم من دفعوها لكتابة الرواية.
استغرقت كتابة ابنة برغر أربع سنوات، بدأت بما وصفته بأنه "ملاحظات مبعثرة جدًا"، و"أنصاف جمل"، و"مقتطفات صغيرة من الحوارات". وكان جمع المعلومات من أجل الرواية صعبًا، إذ لم يكن هناك الكثير من المعلومات المتاحة عن الشيوعيين في جنوب أفريقيا آنذاك. واعتمدت على كتب ووثائق سرية أُعطيت لها من قبل بعض المقرّبين، إلى جانب خبرتها الشخصية في العيش بجنوب أفريقيا. وما إن بدأت، حتى أصبحت الكتابة "عملية عضوية"، على حد وصفها. وخلال عملها على الرواية، اندلعت أعمال الشغب في سويتو عام 1976، فعدّلت الحبكة لتدمج الانتفاضة فيها. وأوضحت أن "روزا كانت ستعود إلى جنوب أفريقيا؛ كان ذلك حتميًا"، ولكن "النهاية كانت ستكون مختلفة". وخلال تلك السنوات الأربع، كتبت أيضًا مقالتين غير روائيتين لتأخذ استراحة من العمل على الرواية.

قالت غورديمر إن ابنة برغر ليست فقط قصة عن الشيوعيين البيض في جنوب أفريقيا، بل عن "الالتزام" أيضًا، وعن ما تحاول أن تفعله بوصفها كاتبة لـ"فهم الحياة". وبعد صدور الأحكام على مانديلا وفيشر في منتصف الستينيات، فكرت في الذهاب إلى المنفى، لكنها عدلت عن ذلك، وذكرت لاحقًا: "لم أكن لأُقبل هناك كما كنت هنا، حتى في أسوأ الأوقات، رغم أنني بيضاء". وكما تكافح روزا لإيجاد مكان لها كامرأة بيضاء في حركة التحرر المناهضة للفصل العنصري، كذلك فعلت غورديمر. وفي مقابلة عام 1980، قالت: 
"عندما نتجاوز وضعية الفصل العنصري، ستبقى هناك مشكلة ضخمة بالنسبة للبيض، ما لم يُسمح لهم بالدخول من قبل السود، وما لم نتمكن من تقديم مبرر لقبولنا، وبناء ثقافة مشتركة، فإن البيض سيكونون على الهامش".